# Salem Quateen
Salem A. Quateen ist ein libyscher Diplomat.

## Leben
Er erwarb den akademischen Titel Master of Law an der Universität Miami in den USA. Von 1970 bis 1974 arbeitete er in der Rechtsabteilung des libyschen Außenministeriums. Schon in dieser Zeit arbeitete er für Libyen in verschiedenen internationalen Gremien mit. So war er 1971 Delegierter seines Landes im Rechtsausschuss der Arabischen Liga. Von 1971 bis 1974 war er zu dem auch Delegierter im arabischen Sachverständigenausschuss für Seerecht. Er war 1972 Berichterstatter im Projektausschusses für die Nutzung der Atomenergie und gehörte der libyschen Delegation bei den Vereinten Nationen in Genf an. 1973 gehörte er zur Delegation in Seerechtsfragen in Genf und arbeitete auch im entsprechenden Ausschuss der Arabischen Liga mit. Von 1977 bis 1979 war er dann Leiter der Rechtsabteilung des Außenministeriums. Im Jahr 1977 gehörte er zu einer Kommission, die die Auswirkungen US-amerikanischen Rechts zu untersuchen hatte. Von 1979 bis 1982 schloss sich eine Tätigkeit als Rechtsberater bei der libyschen Vertretung bei den Vereinten Nationen an. Zugleich war er Delegierter im Rechtsausschuss der Vereinten Nationen. Außerdem beteiligte er sich bis 1982 an der dritten Seerechtskonferenz in Genf.
Von 1984 bis 1989 war er Direktor der Abteilung für Verträge und Recht des Libyschen Außenministeriums. 1985 leitete er die libysche Delegation bei einem Expertentreffen muslimischer Länder in Dschidda. Im Jahr 1986 arbeitete er in der Delegation Libyens im Ausschuss für die zivile Luftfahrt der Arabischen Liga in Rabat und der Internationalen Zivilluftfahrtorganisation in Montreal.
Von 1989 bis 1997 war er libyscher Botschafter in Sri Lanka und auf den Malediven. Es folgte von 1997 bis 2000 ein Einsatz als Generaldirektor der Abteilung für Verträge und Recht im libyschen Außenministerium. 1999 war er Vorsitzender einer libyschen Delegation zur Verhandlung eines bilateralen Abkommens mit der Tschechischen Republik. Von 2000 bis 2007 war er Botschafter der Arabischen Liga in Deutschland. In dieser Funktion sprach er sich für die Errichtung eines arabischen Kulturzentrums in Berlin aus. Es schloss sich von 2007 bis 2009 eine Tätigkeit für die Liga in Kairo an.